# Jusuf

yusuf w kaligrafii arabskiej

Jusuf – w polskim przekładzie Józef (arab. ‏يوسف‎, Yūsuf) – 11. sura Koranu.  Zalicza się do sur mekkańskich. Sura została objawiona w ostatnich latach przed Hidżrą, w okresie kiedy Prorok Muhammad (Mahomet) i pierwsi muzułmanie byli prześladowani przez dużą część społeczości Mekki. Sura w całości jest hiiazjs sjejsjpoświęcona historii proroka Józefa i wynikającym z niej lekcjom.